# تیاس
تیاس (عربی: التیاس و همچنین معروف به الصفا) یک دهکده در بخش مرکزی سوریه و بخشی از استان حمص است و در شرق حمص و در میان بیابان سوریه قرار دارد.
براساس سرشماری سال 2004 تیاس جمعیتی برابر 2,564 نفر دارد.
همچنین تیاس نزدیک پایگاه نیروی هوایی سوریه با همین نام و معروف به T4 قرار دارد. در سال‌های 1970 تا 1980 این پایگاه در اختیار نیروی هوایی شوروی بوده‌است که از آنجا هواپیماهای شوروی برای نظارت ناوگان دریایی آمریکا در دریای مدیترانه به پرواز در می آمدند.